# Биляминов, Фёдор Яковлевич
Фёдор Яковлевич Биляминов — советский хозяйственный, государственный и политический деятель, четырёхкратный кавалер ордена Отечественной войны.

## Биография
Родился в 1919 году в посёлке Томаковка. Член КПСС с 1939 года.
С 1939 года — на хозяйственной, общественной и политической работе. В 1939—1985 гг. — красноармеец, участник Великой Отечественной войны, командир батареи 71-го гвардейского артиллерийского полка, помощник начальника штаба 16-й гвардейской пушечно-артиллерийской бригады 61-й армии, партийный работник в Днепропетровской области Украинской ССР, первый секретарь Никопольского горкома КП Украины, заведующий отделом организационно-партийной работы Днепропетровского обкома КП Украины.
Делегат XXIII, XXIV, XXV и XXVI съездов КПСС.
Умер в Днепропетровске в 1992 году.

## Отзывы
… в одном отделе, который возглавлял опытнейший Фёдор Яковлевич Биляминов — личность неординарная, авторитетная, глыба в оргпартработе, умный, принципиальный человек, прошедший горнило войны. Все «орговики» хотели походить на него. Да и секретари обкомов частенько обращались к нему за советом.